# Quand l'embryon part braconner
Pour plus de détails, voir Fiche technique et Distribution.
Quand l'embryon part braconner (胎児が密猟する時, Taiji ga mitsuryosuru toki) est un film japonais réalisé par Kōji Wakamatsu, sorti en juillet 1966. C'est le premier film que Wakamatsu réalise indépendamment de tout studio (il venait alors de quitter la Nikkatsu), et le premier film produit par la Wakamatsu Corporation.
À la sortie du film, Wakamatsu déclara : « Pour moi, la violence, le corps et le sexe sont partie intégrante de la vie ».

## Synopsis
Un homme retient dans son appartement sa fiancée et la torture. Elle est déshabillée, soumise à divers genres de bondage, fouettée et martyrisé avec une lame de rasoir. Il s'applique également à la coiffer et à la maquiller. Hanté par certaines humiliations vécues, il est également sujet à des crises de larmes et se replie sur lui dans la position fœtale. Finalement, la fille parvient à se libérer et prend sa revanche.

## Commentaire
Dans son ouvrage sur le Festival international du cinéma expérimental de Knokke-le-Zoute, Xavier Garcia Bardon écrit : « Ainsi The Embryo, où une secrétaire torturée par son patron finit par se libérer et tuer son bourreau, serait-il une protestation contre les abus du pouvoir mais aussi une allégorie critique par rapport au conflit vietnamien. Dans ses commentaires, l’auteur révèle en effet l’idée selon laquelle le patron représenterait les États-Unis et la jeune fille le Vietnam.»  
.

## Fiche technique
- Titre original : 胎児が密猟する時 (Taiji ga mitsuryosuru toki)
- Titre français : Quand l'embryon part braconner
- Titre anglais : The Embryo Hunts in Secret
- Réalisation : Kōji Wakamatsu
- Scénario : Masao Adachi
- Photographie : Hideo Itoh
- Société de production : Wakamatsu Production
- Pays d'origine :  Japon
- Langue originale : japonais
- Format : Noir et blanc - 2,35:1 - Mono - 35 mm
- Genre : Drame
- Durée : 72 minutes
- Classification : moins de 18 ans en France[3]
- Dates de sortie :
  - Japon : juillet 1966
  - Belgique : décembre 1967 (Festival international du cinéma expérimental de Knokke-le-Zoute)
  - France : 3 octobre 2007 (Dist. Zootrope Films)

## Distribution
- Hatsuo Yamatani
- Miharu Shima